# エドワード5世 (イングランド王)
エドワード5世（英語: Edward V, 1470年11月2日 - 1487年（または1511年以降）は、ヨーク朝のイングランド王（在位：1483年4月10日 - 6月25日）。エドワード4世と王妃エリザベス・ウッドヴィルの長男。戴冠式挙行前に退位させられた。

## 生涯
1483年4月9日、フランス討伐の準備中に死去した父の跡を継いで、12歳で王位を継承した。
エドワード5世が居城のラドロー城からロンドンへ急行中、摂政に就任した父方の叔父のグロスター公リチャード（後のリチャード3世）は、母方の叔父でエドワード4世の側近でもあったリヴァーズ伯アンソニー・ウッドヴィルを逮捕し処刑した。その後、エドワード5世は弟のヨーク公リチャードと共にロンドン塔に幽閉された（2人は「塔の王子たち」 (Princes in the Tower) と呼ばれることになる）。2ヵ月後の6月25日、議会はエドワード4世とエリザベス・ウッドヴィルの婚姻は無効であり、エドワード5世とヨーク公はエドワード4世の庶子であるとして、王位継承の無効を議決した。そしてグロスター公が推戴され、リチャード3世としてイングランド王に即位した。
1485年、リチャード3世はボズワースの戦いで王位請求者リッチモンド伯ヘンリー・テューダーに討たれた。リッチモンド伯はヘンリー7世として即位し、エドワード5世の姉エリザベス・オブ・ヨークと結婚した。

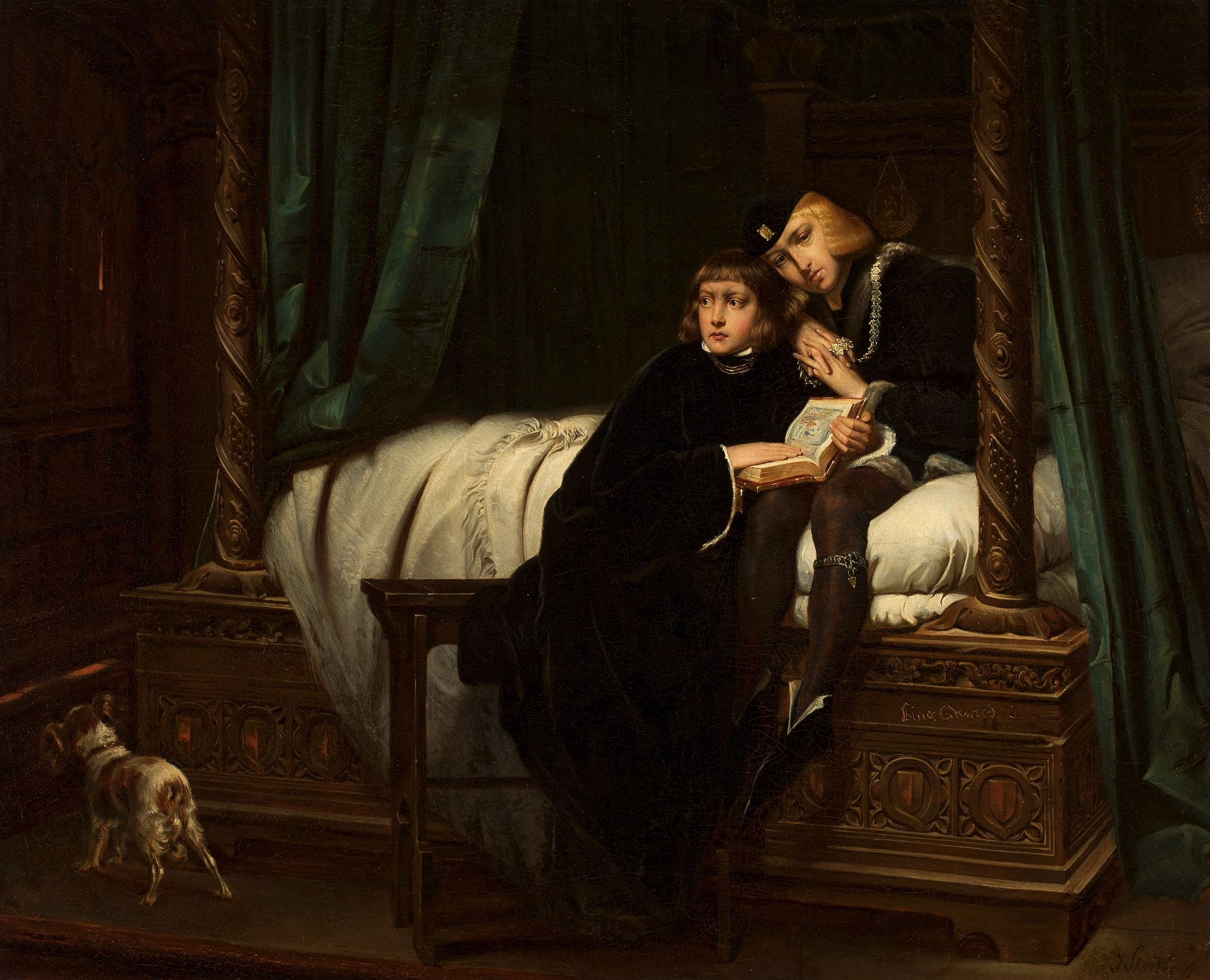
ポール・ドラローシュ『エドワード5世とリチャード兄弟』

ロンドン塔に幽閉された後のエドワード5世と弟リチャードの消息は、現在に至るまで判明していない。
1483年の夏ごろまではロンドン塔の庭で遊ぶ兄弟の姿が見られたが、次第にその姿を見ることは少なくなり、1484年の春には兄弟は既に殺されたという噂が市内に広く囁かれるようになったと『ロンドン年代記』（1512年頃）にある。
当時は2人がリチャード3世によって暗殺されたと考えられていた。1513年にトマス・モアが『リチャード3世伝』において、リチャードが腹心ジェイムズ・ティレルに指示し、その配下の2名の男によって窒息死させられたという見解を示した。モアによれば、1502年にティレルが反逆罪で処刑される前に、事件における役割を自白したという。
1768年にホレス・ウォルポールが『リチャード3世の生涯と治世への歴史上の懐疑』を出版し、リチャード3世主犯説は濡れ衣であるとして彼の潔白を主張した。現在の研究ではヘンリー7世が2人の運命に深く関わったとする説も有力である。リチャード3世、そしてヘンリー7世、いずれの王位簒奪者にとってもエドワード5世と弟リチャードの存在は障害でしかなかったのは確かである。
1674年、ロンドン塔の改修に携わった作業員が、子供の遺骨とみられる大小の頭蓋骨や骨片が入った木箱を発見した。初めは放置されたが、1678年にチャールズ2世の命によりウェストミンスター寺院に安置された。1933年、専門家によってその遺骨が鑑定されたが、性別・年齢が特定されることはなかった。
しかし2020年、フィリッパ・ラングリーによって1487年時点で存命だったことを示す当時の文書が発見され、従来の説は覆された。彼女たちの研究によると、殺害を指示したと言われていたリチャード3世が、実際には兄弟の助命に奔走していたことが明らかになった。この研究の詳細は2023年に発行された『The Princes in the Tower : Solving History's Greatest Cold Case』に詳しく記されている。
また、デヴォン州のコールドリッジという村にある教会には、1511年頃に当時の領主ジョン・エヴァンスの命により作成されたヨーク家のシンボルとエドワード5世を描いたステンドグラスが現存する。ジョン・エヴァンスは1484年頃にこの地に赴任しており、実は彼こそがエドワード5世の後年の姿であったとする説もある。

## 関連する作品
- ドキュメンタリー番組「あなたの知らない世界史」シリーズ「エドワード5世蒸発の謎」（ナショナルジオグラフィックチャンネル）
- 戯曲「リチャード3世」（作：ウィリアム・シェイクスピア）
- 映画「リチャードを探して」（1996年製作 アメリカ作品）